# Ophioglossum azoricum
Espèce
L'ophioglosse des Açores (Ophioglossum azoricum) est une fougère appartenant au genre des Ophioglosses.

## Présentation
Elle s'installe sur les substrats siliceux, les pelouses rases et humides au printemps, dans les dépressions d'arrière-dunes.

## Statut de protection
Cette espèce est inscrite sur la liste des espèces végétales protégées sur l'ensemble du territoire français métropolitain en Annexe I.